# 柳沢信門
柳沢 信門（やなぎさわ のぶかど）は、江戸時代中期の旗本。通称は忠久、銕次郎、要人、八郎右衛門。
旗本大久保忠恒の三男。母は大久保忠重の娘。柳沢信武の養子。子に聴信がいる。妻は柳沢信武の娘。
信門の死後、聴信が家督を継いだ。

## 年表
※日付は旧暦
- 宝暦7年（1757年）10月8日 - 家督相続。
- 宝暦9年（1759年）11月7日 - 大番の番士となる。
- 明和7年（1770年）5月12日 - 死去。享年38。月桂寺に葬られる。法名、玄心。